# 原子荧光光谱法
原子荧光光谱法（Atomic fluorescence spectroscopy，缩写AFS），是通过测定待测元素的原子蒸气在辐射能激发下发出的荧光发射强度来进行元素定量分析的方法，诞生于20世纪60年代。

## 基本原理
气态的基态原子吸收特征辐射，被激发到高能态，很快又跃迁至低能态或基态，并产生与入射光波长相同或不同的光。

## 优点
灵敏度高、检出限低、线性范围宽、谱线比较简单。

## 类型
1. 共振原子荧光：吸收与发射波长相同；
2. 非共振原子荧光：两者波长不同；
  1. 直跃线原子荧光：高能态直接跃迁至高于基态的能态时发射的荧光；
  2. 阶跃线原子荧光：高能态的原子与其他粒子发生碰撞，以无辐射去激发跃迁至较低能态，再辐射跃迁至基态时发射的荧光；
  3. 反斯托克斯（anti-Stokes）荧光：激发能一部分是辐射能，一部分是吸收的热能，然后跃迁至低能态时发射的荧光。

## 原子荧光分光光度计
主要包括激发光源、原子化系统、分光系统、监测系统、光源与检出信号的电源同步调制系统。基本结构与原子吸收分光光度计类似。